# Asclerosibutia reducta
Asclerosibutia reducta is een keversoort uit de familie schijnboktorren (Oedemeridae). De wetenschappelijke naam van de soort is voor het eerst geldig gepubliceerd in 1930 door Pic.